# Salut les copains (chanson)
Pour les articles homonymes, voir Salut les copains.
Salut les copains est une chanson chantée et composée par Gilbert Bécaud sur un texte de Pierre Delanoë publiée en 1957.

## Historique et contexte
À la suite de la publication de ce titre, l'expression « Salut les copains » passe dans le langage courant et le mot copain est associé à la jeunesse. L'auteur Pierre Delanoë est alors directeur des programmes de la station de radio Europe 1 aux côtés de Lucien Morisse. Ils décident de lancer une émission à destination du public adolescent en 1959 qui porte le titre de Salut les copains.
En 1960, la chanson est utilisée pour la publicité de la marque Vespa .
En 1961, Johnny Hallyday nomme son deuxième album studio (le premier sous le label Philips), Salut les copains,, en reconnaissance à Daniel Filipacchi et Frank Ténot qui avec leur émission, sont à ses débuts, son quasi unique soutien.
En 1962, un magazine Salut les copains est créé dans la lignée de l'émission radiophonique.